# Amanda Ripley
Amanda Ripley-Mc.Laren este un personaj fictiv din filmul Aliens, dar și din jocul Alien Isolation. Rolul ei a fost interpretat în film de Elizabeth Inglis, iar în joc de Kezia Burrows.